# Ван-хан

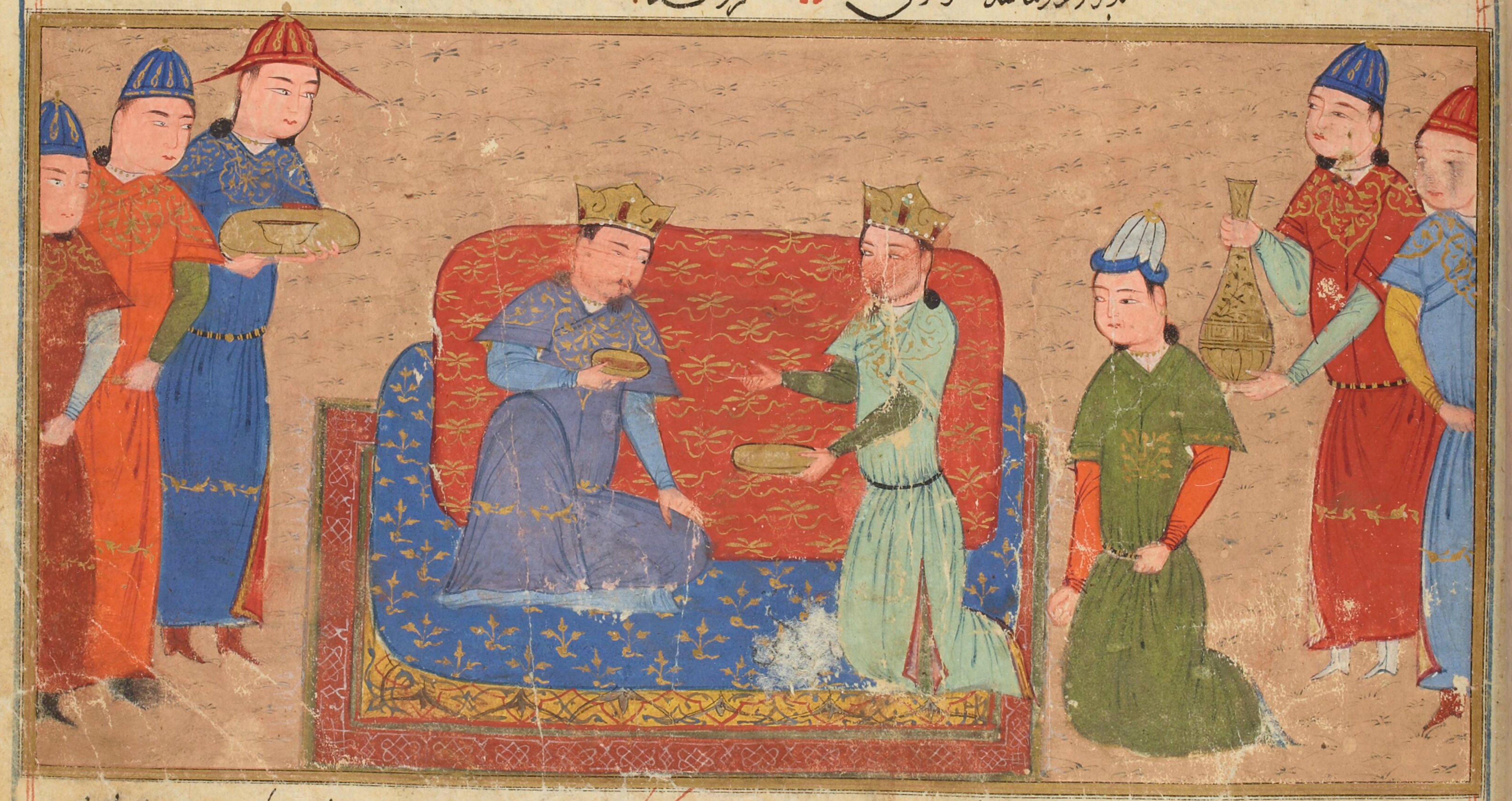
Чингис-хан и Ван-хан на миниатюре из рукописи Джами ат-таварих (XV в.)

Тоорил, Тогорил, Тогрул (? — 1203), более известный под титулом Ван-хан (Он-хан, Ун-хан или Онгхан) — хан кереитов.

## Биография
Тоорил был старшим сыном хана Хурджакуса и Илмы-хатун, внуком Маркуза Буюрук-хана. Детство и юность будущего кереитского правителя были трудными. В семилетнем возрасте он попал в плен к племени меркитов, где его заставляли толочь просо. Тоорила вызволил его отец Хурджакус, но через шесть лет мальчик снова был захвачен — на этот раз татарским ханом Ачжа. Вероятно, неоднократные пленения Тоорила могли происходить не без помощи его родственников, поэтому, вступив на престол после смерти отца, молодой хан казнил нескольких из них, в том числе собственных братьев — Тай-Тимура-тайши и Бука-Тимура. Другому младшему брату Тоорила, Эрке-Хара, удалось бежать к найманам и найти прибежище у их правителя Инанч-хана. Дядя Тоорила, известный под титулом гурхана, сумел свергнуть племянника, но с помощью Есугей-баатура Тоорил вернул себе власть. Впоследствии Тоорил и Есугей стали побратимами (анда). Помня об этом, впоследствии старший сын Есугея Тэмуджин (Чингисхан), нуждаясь в добрых отношениях с правителем кереитов, преподнёс Тоорилу роскошную соболью доху, полученную в приданое за свою жену Бортэ.
Дружба с Тоорилом пригодилась, когда Тэмуджину понадобилось выручать Бортэ, захваченную в плен меркитами. Тэмуджин вместе с кереитами и Джамухой разгромил меркитов и освободил Бортэ. Рашид ад-Дин передаёт другую версию событий: меркиты захватили Бортэ и отослали к Тоорилу, который «сохранил её за завесой целомудрия» и отправил обратно к Тэмуджину.
Во время похода чжурчжэней против татар Тоорил вместе со своим «старшим сыном» Тэмуджином оказал помощь чжурчжэньскому полководцу Вангин-чинсяну, разгромив татарского вождя Мэгуджин-Сэулту. В награду Вангин-чинсян пожаловал Тэмуджина титулом чаутхури, а Тоорила — титулом ван. Несколько раз посещал Цзиньскую империю, Государство Белого Шатра (Тангутов), Каракитайское ханство. Он искал помощи от правителей этих стран против своего врага — найманов. Но цзиньский богдыхан, тангутский бурхан и каракитайский гурхан Чжулуху отказались ему помогать против найманов, потому что между кара-китаями и найманами был заключен мир.
Когда Ван-хан подвергся нападению найманов, возглавляемых Эрке-Харой, Тэмуджин отправил ему на помощь Мухали, Боорчу, Борохула и Чилауна. Войска «четырёх героев» спасли от поражения сына Ван-хана Нилха-Сангума (Сангуна), столкнувшегося в местности Хуулан-хут с найманским воеводой Коксэу-Сабрахом; они также вернули захваченное найманами имущество и людей Ван-хана.
В дальнейшем с Тэмуджином произошли разрыв и война, в которой Ван-хан потерпел поражение и бежал с сыном Сангумом на запад к найманам. Неузнанный, Ван-хан был убит на границе найманским нойоном Хорису-бечи. Голова покойного была доставлена к Гурбесу, матери найманского Таян-хана, которая опознала кереитского правителя.

Разостлали большую белую кошму и, положив на нее голову, стали совершать пред нею жертвоприношение, сложив молитвенно ладони и заставив невесток, совершая положенную для них церемонию, петь под звуки лютни-хура. Как вдруг голова при этом жертвоприношении рассмеялась. «Смеешься!» — сказал Таян-хан и приказал вдребезги растоптать голову ногами.
— Сокровенное сказание.

## Потомки
Потомки Ван-хана и его брата Джаха-Гамбу сыграли значительную роль в истории Монгольской империи. У Ван-хана было два сына — Нилха-Сангун и Уйку (Еку). Дочь последнего Догуз-хатун (Дукуз, Тукуз) была отдана в жёны Толую, а затем — его сыну Хулагу. Внучка Уйку Урук-хатун стала женой ильхана Аргуна и матерью Олджейту. Младшая дочь Джаха-Гамбу Сорхахтани-бэки была отдана в жёны Толую; её детьми были Мункэ, Хубилай, Хулагу и Ариг-Буга.
Из «Сокровенного сказания» известно, что у Ван-хана также была дочь Хучжаур-Ужчин. Ещё будучи изгнанным своим дядей-гурханом и вынужденно скрываясь от него в урочище Хараун-хабчал, Ван-хан, надеясь бежать оттуда, выдал её за меркитского вождя Тохтоа-беки.
Считается, что потомками Ван-хана по линии Сангуна (его сын вместе с матерью попал под власть Чингисхана) являются калмыцкие ханы и торгутские нойоны. Позднейшие монгольские источники, подчиняясь буддийской историографической традиции, возводили генеалогию торгутских ханов к Гэрэл-Дара-хану, выходцу из Индии, из той страны, откуда к монголам пришла их новая буддийская вера.

## Память
В «Хронике» сирийца Абу-ль-Фараджа (вторая половина XIII века) в одно лицо слиты Ван-хан и найманский царевич Кучлук:

Ун-хан, Иван, царь христиан, правитель хуннских варварских племён, именуемых Крит (Кераит), взял жену из племени одного из китайских народов, называемых каракета (кара-китаи). Он покинул веру отцов и стал поклоняться странным богам.

История вражды Ван-хана и Чингисхана (Ункана и Хингиса) кратко изложена по польскому первоисточнику русским историком А. Лызловым в «Скифской истории» (конец 1680-х — начало 1690-х гг.).
Ван-хан стал персонажем романа И. К. Калашникова «Жестокий век» (1978).